# Palais Constantin
 (mai 2017).
Si vous disposez d'ouvrages ou d'articles de référence ou si vous connaissez des sites web de qualité traitant du thème abordé ici, merci de compléter l'article en donnant les références utiles à sa vérifiabilité et en les liant à la section « Notes et références ».
Le palais Constantin (en russe : Константиновский дворец) est un bâtiment historique russe, situé dans la municipalité de Strelna près de Saint-Pétersbourg. 

## Situation
Le palais se situe au milieu d'un domaine à mi-chemin du celui de Peterhof, à l'ouest, et du centre-ville de Saint-Pétersbourg, à l'est. Il s'élève dans la partie sud d'un grand parc qui s'étend jusqu'au golfe de Finlande. De nos jours, le palais est sous la juridiction du district de Petrodvorets. 

## Histoire

### Un palais souhaité par Pierre le Grand
En 1714, sur un terrain accueillant auparavant une ambassade suédoise, Pierre le Grand décide d'implanter sa nouvelle résidence d'été. Jean-Baptiste Alexandre Le Blond, célèbre pour sa collaboration avec Le Nôtre à Versailles, est chargé d'établir les plans du palais et des jardins. Le Blond imagine un palais sur une île, entouré d'eau, mais les ébauches des jardins sont abandonnées à la mort de l'architecte en 1719.
En 1718, un château, à l'origine temporaire, fait de bois est construit à Strelna. Il est utilisé par la couronne comme relais de chasse et est miraculeusement encore debout aujourd'hui.
Après la mort de Le Blond, le projet échoit à un architecte italien Nicola Michetti, disciple de Carlo Fontana.
La première pierre du chantier est posée en juin 1720. Cependant très vite le château ne correspond pas aux attentes de Pierre le Grand qui lui préfère le palais de Peterhof. Déçu et vexé, Michetti quitte la Russie, abandonnant les travaux qui cessent dès son départ.
En 1741, l'impératrice Élisabeth, fille de Pierre le Grand, entreprend d'achever les travaux de Strelna. Son architecte préféré Bartolomeo Rastrelli est chargé d'améliorer l'ancien projet de Michetti. Cependant Rastrelli ne s'investit pas complètement dans ce projet, préférant se concentrer sur la réalisation des palais de Peterhof et de Tsarskoïe Selo. Ainsi le palais de Strelna reste inachevé jusqu'à la fin du siècle.

### Le palais devient la propriété des Pavlovitch
En 1797, Strelna est offert au grand-duc Constantin Pavlovitch de Russie, second fils de Paul Ier, et à sa femme la grande-duchesse, née Julienne de Saxe-Cobourg-Saalfeld. Malgré le grand incendie de 1803, le palais est achevé en 1807. À la mort de Constantin Pavlovitch, le palais est légué à son neveu. La branche constantine possède ainsi le palais de Strelna jusqu'à la révolution de 1917.

### Le palais durant leXXesiècleet sa renaissance

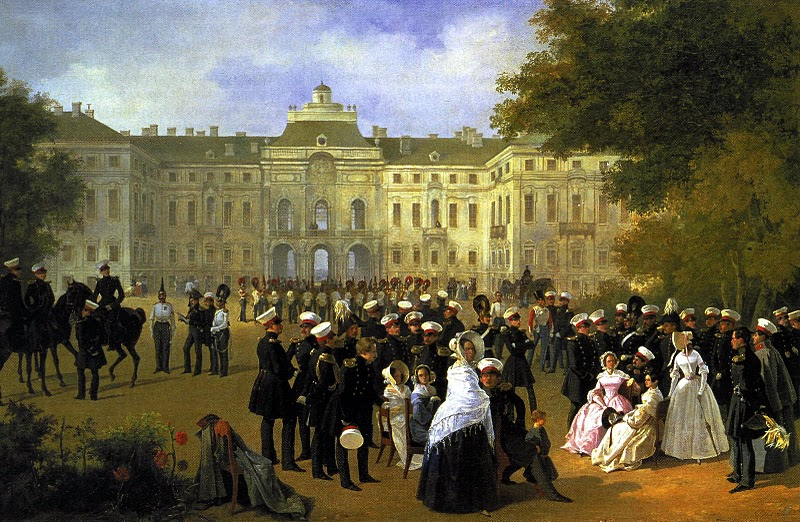
Les officiers de la garde impériale sont reçus au palais Constantin (toile du XIXe siècle).

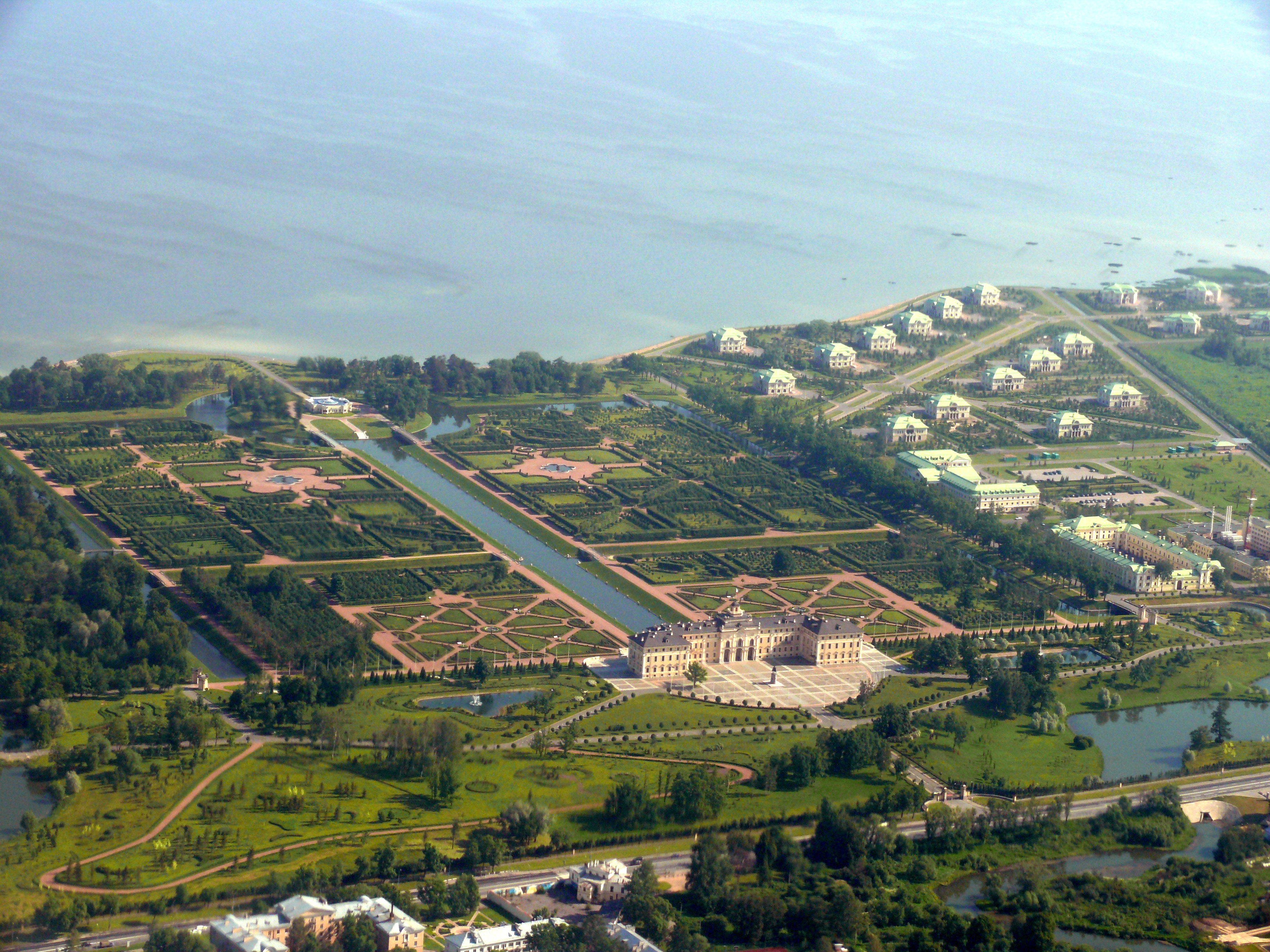
Vue d'ensemble

Après la révolution de 1917, le palais tombe en décadence. Il est confié au soviet des enfants d'ouvriers, puis devient un lycée. Il est occupé pendant quelque temps par les Allemands pendant la Seconde Guerre mondiale qui y installent une petite base navale, dont le palais abrite le centre de commandement. Des troupes de la Xe Flottiglia MAS et plusieurs croiseurs italiens s'établissent alors à Strelna. Des commandos russes y mènent quelques missions avec brio.
Après les dégâts causés au bâtiment par l'occupation allemande, seuls les murs tiennent encore et le bâtiment périclite jusqu'en 2001, date à laquelle Vladimir Poutine ordonne la restauration du palais, pour qu'à terme il devienne l'une des nombreuses demeures présidentielles. Les jardins sont recréés selon les plans originels de Le Blond, avec ses bosquets, ses canaux et ses fontaines. La statue équestre de Pierre le Grand qui trônait devant le palais, avant d'être déplacée en 1911 à Riga, est ré-installée. Plusieurs pièces sont désormais dédiées au poète Constantin Constantinovitch de Russie qui est né au palais.
En vue de la célébration du tricentenaire de la fondation de Saint-Pétersbourg, le gouvernement russe décide de restaurer le palais pour en faire un centre de conférences, mais aussi une demeure présidentielle. Trois ans plus tard, le palais accueille le 32e sommet du G8, en juin 2006, puis le G20 en septembre 2013.